# Despotiscus simmondsi
Despotiscus simmondsi là một loài ruồi trong họ Asilidae. Despotiscus simmondsi được Bezzi miêu tả năm 1928. Loài này phân bố ở miền Australasia.